# NGC 4277
NGC 4277 é uma galáxia espiral barrada (SB0-a) localizada na direcção da constelação de Virgo. Possui uma declinação de +05° 20' 31" e uma ascensão recta de 12 horas, 20 minutos e 03,6 segundos.
A galáxia NGC 4277 foi descoberta em 17 de Abril de 1786 por William Herschel.